# Justicia hatschbachii
Justicia hatschbachii är en akantusväxtart som först beskrevs av Carlos Toledo Rizzini, och fick sitt nu gällande namn av Wasshausen och L. B. Smith. Justicia hatschbachii ingår i släktet Justicia och familjen akantusväxter. Utöver nominatformen finns också underarten J. h. catharinensis.